# مرد حصیری (فیلم ۱۹۷۳)
مرد حصیری (انگلیسی: The Wicker Man) فیلمی در ژانر ترسناک به کارگردانی رابین هاردی است که در سال ۱۹۷۳ منتشر شد.
فیلم مزبور که «بزرگ‌ترین فیلم بریتانیا در تمام دوران» توصیف شده، جزیره‌ای را در
اسکاتلند (سامر آیل) Summerisle، به تصویر می‌کشد که ساکنان آن به آئینی قبیله‌ای رو آورده و رفتار عجیب و غریبی دارند. در آن جزیره درخت سیب فراوان است و زمانی که محصول نمی‌دهد ساکنان در پی قربانی می‌گردند تا با سوزاندن وی خدای خورشید را خشنود سازند و محصول‌شان به ثمر بنشیند.
فیلم «مرد حصیری» (The Wicker Man) یک فیلم ترسناک و درام بریتانیایی-آمریکایی محصول سال ۱۹۷۳ به کارگردانی رابین هاردی است. داستان فیلم در جزیره‌ای در اسکاتلند روایت می‌شود که در آنجا یک پلیس به نام سر جان ادواردز (با بازی ادوارد وودوارد) به دنبال یافتن یک دختر گمشده به نام روبین هاوارد (با بازی بریجیت باردوت) است.
فیلم «مرد حصیری» به عنوان یکی از فیلم‌های برتر سینمای ترسناک شناخته می‌شود و به دلیل داستان جذاب و نوآورانه‌اش، تأثیر بسیار زیادی بر فیلم‌های بعدی این ژانر گذاشته‌است. همچنین فیلم به دلیل پایان غیرمنتظره و شگفت‌انگیزش، به عنوان یکی از پایان‌های برجسته تاریخ سینما شناخته می‌شود.
فیلم «مرد حصیری» در سال ۱۹۷۳ به کارگردانی رابین هاردی ساخته شد. بازیگران اصلی این فیلم شامل سوفیا لورن، فرانکو نرو، پاسکال نوتا و نیکولا دی پراو می‌شوند.
در کل، فیلم «مرد حصیری» یک شاهکار سینمایی است که با کارگردانی برجسته، بازیگری عالی، موسیقی زیبا و داستان جذاب، توانسته‌است به یکی از برجسته‌ترین فیلم‌های تاریخ سینما تبدیل شود. همچنان پس از سال‌ها، این فیلم همچنان در بین علاقه‌مندان به سینما، محبوبیت خود را حفظ کرده است.

## خلاصه داستان
گروهبان نیل هووی با هواپیمای دریایی به جزیره دورافتاده سامراسل در هبرید سفر می‌کند تا دربارهٔ ناپدید شدن دختر جوانی به نام روآن موریسون که نامه‌ای ناشناس در مورد او دریافت کرده‌است تحقیق کند. حاوی، یک مسیحی مؤمن، وقتی متوجه می‌شود که جزیره نشینان به خدایان سلتیک بت‌پرست اجدادشان ادای احترام می‌کنند، آشفته می‌شود. آن‌ها آشکارا در مزارع با هم جفت می‌شوند، به کودکان انجمن فالیک میپل را آموزش می‌دهند، و برای درمان گلودرد، وزغ‌ها را در دهانشان می‌گذارند. به نظر می‌رسد که ساکنان جزیره سعی دارند با این ادعا که روآن هرگز وجود نداشته، تحقیقات او را خنثی کنند.
حاوی در حین اقامت در مسافرخانه گرین‌من متوجه مجموعه‌ای از عکس‌ها می‌شود که برداشت سالانه را جشن می‌گیرند، که هر کدام یک دختر جوان را به عنوان ملکه می نشان می‌دهند. عکس جدیدترین جشن گم شده‌است. صاحبخانه به او می‌گوید خراب است. در مدرسه محلی، حاوی از دانش آموزان در مورد روآن می‌پرسد، اما همه وجود او را انکار می‌کنند. او ثبت نام مدرسه را بررسی می‌کند و نام روآن را می‌یابد. او از معلم مدرسه سؤال می‌کند که او را به سمت قبر روون راهنمایی می‌کند.
حاوی با رهبر جزیره، لرد سامریزل، نوه یک کشاورز ویکتوریایی، ملاقات می‌کند تا اجازه نبش قبر را بگیرد. سامراسل توضیح می‌دهد که پدربزرگش گونه‌هایی از درختان میوه ایجاد کرد که در آب و هوای اسکاتلند رونق می‌گرفت و این باور را تشویق کرد که خدایان قدیمی از گونه‌های جدید برای ایجاد رفاه در بین جمعیت بت‌پرست جزیره استفاده می‌کنند. به دلیل برداشت‌های فراوان، دیگر ساکنان جزیره به تدریج بت‌پرستی را پذیرفتند.
حاوی با نبش قبر متوجه می‌شود که تابوت فقط لاشه یک خرگوش را در خود جای داده‌است. او همچنین عکس گمشده برداشت محصولات را پیدا می‌کند که روآن را نشان می‌دهد که در میان جعبه‌های خالی ایستاده‌است. برداشت شکست خورده بود تحقیقات او نشان می‌دهد که در صورت شکست محصول، قربانی انسانی به خدایان تقدیم می‌شود. او نتیجه می‌گیرد که روون زنده است و به زودی قربانی خواهد شد تا برداشت محصول موفقی داشته باشد. هووی به دنبال کمک از سرزمین اصلی به هواپیمای دریایی خود بازمی‌گردد تا متوجه شود که دیگر کار نمی‌کند و رادیو آن آسیب دیده‌است. او نمی‌تواند ترک کند یا درخواست کمک کند. بعداً در همان روز در طول جشن اول ماه مه، حاوی صاحب مسافرخانه را تسلیم می‌کند و لباس و ماسک او (ماسک پانچ، احمق) را می‌دزدد تا به رژه نفوذ کند. روون در نهایت فاش می‌شود. حاوی او را آزاد می‌کند و با او به یک غار فرار می‌کند. با خروج از آن، آنها توسط جزیره نشینان رهگیری می‌شوند و روآن با خوشحالی به سوی آنها بازمی‌گردد.

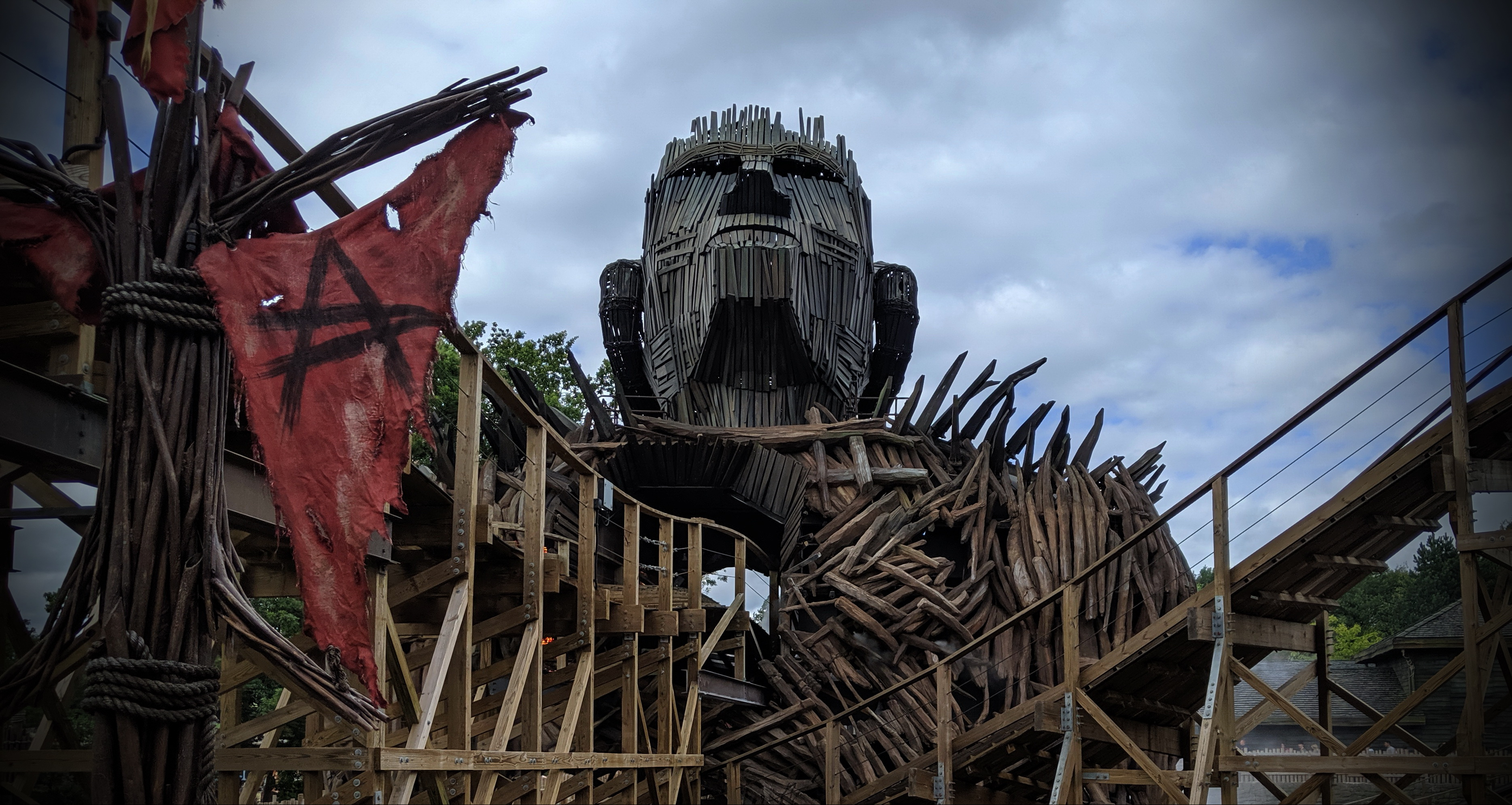
مرد حصیری

سامراسل به حاوی می‌گوید که روآن هرگز قربانی مورد نظر نبوده‌است. او با چهار شرط خدایان آنها مطابقت دارد - او به میل خود آمده‌است، «قدرت یک پادشاه» (با نمایندگی قانون)، باکره است و «احمق» است. حاوی به سامریسل و جزیره نشینان هشدار می‌دهد که محصولات به دلیل نامناسب بودن آب و هوا در حال شکست هستند و روستاییان تابستان سال آینده وقتی برداشت بعدی دوباره شکست خورد، سامراسل را روشن می‌کنند و او را قربانی می‌کنند، اما درخواست‌های او نادیده گرفته می‌شود. روستاییان حاوی را به همراه حیوانات مختلف به داخل مجسمه مرد حصیری غول پیکر مجبور می‌کنند، آن را به آتش می‌کشند و اطراف آن را احاطه می‌کنند و آهنگ فولکلور انگلیسی میانه «Sumer Is Icumen In» را می‌خوانند. در درون مرد حصیری، حاوی مزمور ۲۳ را می‌خواند، با خدا دعا می‌کند و جزیره نشینان را نفرین می‌کند. هووی و حیوانات می‌سوزند و سر مرد حصیری در شعله‌های آتش فرومی‌رود و غروب خورشید را آشکار می‌کند.

## موسیقی
موسیقی متن فیلم اغلب جزء اصلی روایت را تشکیل می‌دهد، درست مانند دیگر فیلم‌های هنری مهم آن دوره مانند دونالد کمل و اجرای نیکلاس روگ. آهنگ‌ها صحنه‌های مهم بسیاری را همراهی می‌کنند، مانند ورود هواپیما، رقص بید، رقص میله، پریدن دختران از میان آتش، جستجوی خانه‌ها، صفوف و صحنهٔ آخر سوختن. در واقع، طبق گفته سیموس فلانری در مستند بعدی، کارگردان رابین هاردی با اعلام ناگهانی بازیگران در میانه راه فیلمبرداری که در حال ساخت یک «موزیکال» هستند، بازیگران را شگفت زده کرد.
آهنگسازی، تنظیم و ضبط توسط پل جیووانی و اجرای مگنت (در برخی از نسخه‌های فیلم با عنوان "لودستون")، موسیقی متن شامل ۱۳ آهنگ فولکلور است که توسط شخصیت‌های فیلم اجرا شده‌است. شامل آهنگ‌های سنتی، آهنگ‌های اصلی جیووانی، و حتی یک قافیه مهد کودک، "Baa, Baa, Black Sheep" است. آهنگ Willow's Song توسط گروه‌های مختلف موسیقی راک کاور شده یا نمونه‌برداری شده‌است. این اولین بار توسط یک پروژه موسیقی انگلیسی معروف به Nature and Organization در سال ۱۹۹۴ در نسخه Beauty Reaps the Blood of Solitude پوشش داده شد.
آهنگ‌های موجود در موسیقی متن توسط جیووانی به سرپرستی هاردی و شفر ساخته یا تنظیم شده‌است. تحقیقات او در مورد سنت عامیانه شفاهی در انگلستان و اسکاتلند عمدتاً بر اساس کار سیسیل شارپ، «پدر بنیانگذار» جنبش احیای عامیانه در اوایل قرن بیستم بود.
شفر با استفاده از مجموعه‌های شارپ به عنوان یک الگو، به جیووانی اشاره کرد که کدام صحنه‌ها باید موسیقی داشته باشند، و در برخی موارد اشعاری ارائه می‌کرد که مناسب جشن‌های بت‌پرستی بهاری بود. دیگر آهنگ‌های موجود در موسیقی متن از یک سنت عامیانه متأخر می‌آیند. به عنوان مثال، "Corn Riggs" اثر ملی پوش اسکاتلندی، رابرت برنز، ورود حاوی به سامراسل را همراهی می‌کند. متن این آهنگ مستقیماً از آهنگ برنز "The Rigs of Barley" گرفته شده‌است، اما جیووانی از آهنگ بسیار متفاوتی استفاده کرده‌است. آهنگ برنز بر اساس "Corn Riggs و برای مطابقت با اشعار او تغییر یافته‌است. ترانه‌ای که توسط فرقه‌های سامراسل در پایان فیلم خوانده می‌شود، "Sumer Is Icumen In"، یک آهنگ اواسط قرن سیزدهم در مورد طبیعت در بهار است.

## شخصیت‌ها
- ادوارد وودوارد در نقش گروهبان نیل هوی
- کریستوفر لی در نقش لرد سامراسل
- بریت اکلاند در نقش ویلو مک گرگور
- آنی راس در نقش ویلو مک گرگور (صدا)
- لسلی کی در نقش دیزی
- دایان سیلنتو در نقش خانم رز
- اینگرید پیت در نقش کتابدار
- کریستوفرلیایان کمپل در نقش اوک
- راسل واترز در نقش استاد بندر

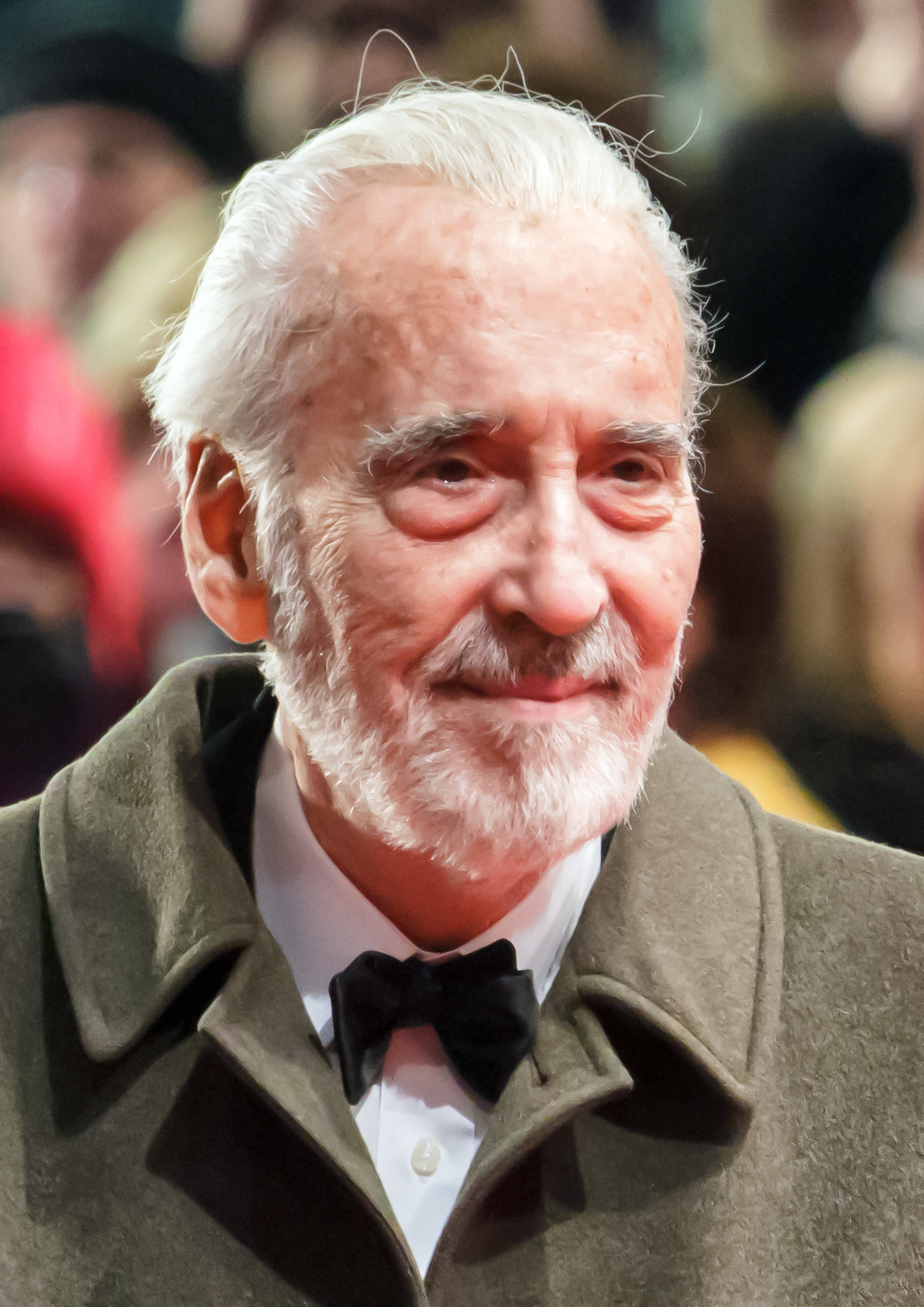
کریستوفرلی

- اوبری موریس در نقش باغبان قدیمی/گورکن
- دونالد اکلس در نقش T.H. لنوکس
- والتر کار به عنوان مدیر مدرسه
- روی بوید در نقش بروم
- پیتر برویس در نقش موسیقیدان
- جرالدین کاوپر در نقش روآن موریسون
- جان یانگ در نقش ماهی فروش
- باربارا رافرتی در نقش زنی با نوزاد
- جان شارپ در نقش دکتر یوان (نسخه طولانی‌تر)
- جان هلم در نقش پاسبان پلیس مک تاگارت (نسخه طولانی‌تر)
- تونی روپر در نقش پستچی (نسخه طولانی‌تر)[۵]

## جوایز و افتخارات
فیلم «مرد حصیری» در سال ۱۹۷۳ از جوایز زیر برخوردار شد:
- جایزه اسکار بهترین فیلم
- جایزه اسکار بهترین کارگردانی برای فرانسیس فورد کاپولا
- جایزه اسکار بهترین فیلمنامه برای فرانسیس فورد کاپولا و ماریو پوزو
- جایزه اسکار بهترین بازیگر نقش مردانه برای مارلون براندو
- جایزه اسکار بهترین فیلمبرداری برای گوردون ویلیس
- جایزه اسکار بهترین تدوین برای ریچارد مارکس و والتر مرچ
- جایزه طلای گلدن گلوب بهترین فیلم درام
- جایزه طلای گلدن گلوب بهترین کارگردانی برای فرانسیس فورد کاپولا
- جایزه طلای گلدن گلوب بهترین بازیگر نقش مردانه برای مارلون براندو
همچنین، فیلم «مرد حصیری» در سال ۲۰۱۰ به عنوان یکی از فیلم‌های مورد احترام تاریخ سینما توسط کتاب «۱۰۰۱ فیلم باید دید» انتخاب شد.